# Калман Месељ
Калман Месељ (мађ. Kálmán Mészöly; Будимпешта, 16. јул 1941 — Будимпешта, 21. новембар 2022) био је мађарски професионални фудбалер и тренер. Целу каријеру играо је у Вашашу, као централни бек. Надимак му је био „The Blond Rock (Плави камен)“.
Месељ је одиграо укупно 61 утакмицу и постигао шест голова за мађарску фудбалску репрезентацију. Учествовао је на ФИФА-ином светском првенству 1962, УЕФА-ином европском фудбалском првенству 1964. и ФИФА-ином светском купу 1966. Његов тим, Вашаш, био је мађарски шампион 1961., 1962., 1965. и 1966. године.
Његов син, Геза Месељ (рођен 1967), такође је бивши фудбалер и тренер.